# Цекропія діамантова
Цекропія діамантова (Cecropia pittieri) — дерево 10-20 м заввишки, ендемік острова Кокос біля узбережжя Центральної Америки. Прилистки вкриті короткими чешуйками (трихомами) та мають від 8 до 17 см завдовжки та від 1 до 4 см завширшки. Листя складається з 9-10 частин. Рослина дводомна, чоловічі суцвіття мають до 10 см завдовжки, групуються групами до 19 колосків, квітконіжка до 8 см завдовжки. Жіночі суцвіття 13-22 см, групами до 4 колосків.